# Die Seewölfe kommen

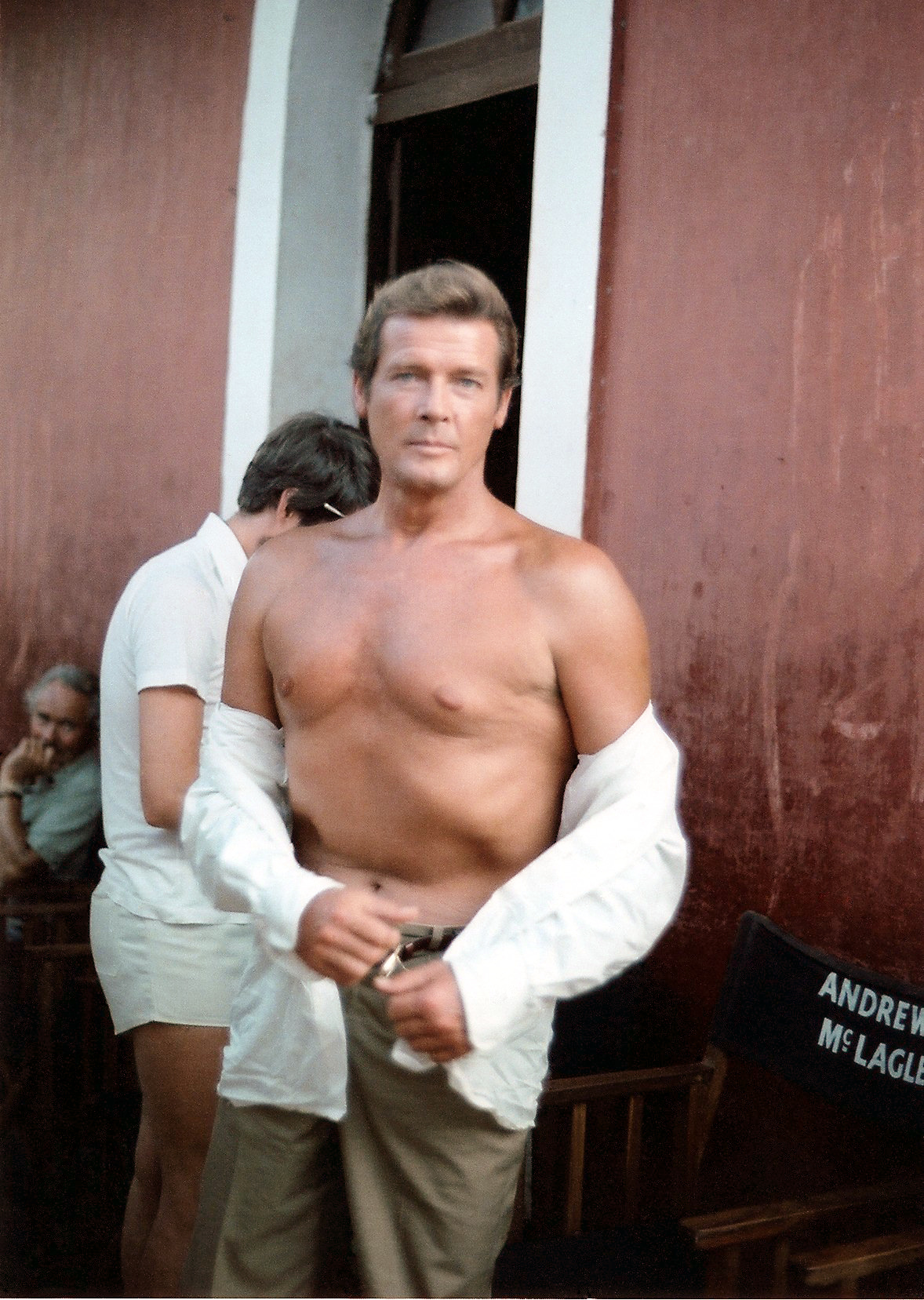
Roger Moore bei den Dreharbeiten

Die Seewölfe kommen (Originaltitel: The Sea Wolves) ist ein britischer Kriegsfilm nach dem Buch Geheimkommando. Sonderoperation „Trompeta“. Deutsche U-Boote im Indischen Ozean (Originaltitel: Boarding Party) von James Leasor. Er wurde 1979 in Großbritannien unter der Regie von Andrew V. McLaglen produziert. Der Film startete am 21. August 1980 in den bundesdeutschen Kinos.

## Handlung
Zweiter Weltkrieg, 1943 – vor der indischen Küste werden alliierte Konvois präzise durch deutsche U-Boote versenkt. Der Grund dafür ist ein deutsches Handelsschiff, die Ehrenfels, die vor dem Hafen von Goa ankert und durch einen Spion Schiffsdaten an die U-Boote sendet. Colonel Pugh und Captain Stewart des britischen Special Operations Executive werden darauf angesetzt herauszufinden, von wo aus der deutsche Spion operiert.
Der erste Versuch scheitert, nachdem die beiden Offiziere den deutschen Agenten Trompeta bei einem Handgemenge getötet haben. Um den Sender zu entern, rekrutiert Pugh die alten Mitglieder des Kalkutta Light Horse Club, die seit 40 Jahren keine Waffe mehr in der Hand hatten. Mit Hilfe dieser Truppe, einem Ablenkungsmanöver an Land und dem Sprengstoffexperten Yogi gelingt Pugh die Zerstörung des Senders an Bord der Ehrenfels. Währenddessen hat Captain Stewart den Spion ausgemacht, der sich als seine Bekanntschaft Mrs. Cromwell herausstellt.

## Produktion

### Besetzung
Die erste Hauptrolle des Colonel Lewis Pugh besetzte Produzent Euan Lloyd mit Gregory Peck, wenig später fragte er bei Roger Moore für die Rolle des Captain Gavin Stewart an. Mit beiden traf sich Lloyd in Los Angeles, wo er mit Moore und Peck das Drehbuch durchsprach. Dort schlug Peck auch den mit ihm und Roger Moore befreundeten David Niven für die Rolle des Colonel W.H. Grice vor. Eigentlich war im Etat kein Geld mehr für Nivens Verpflichtung vorhanden, doch Lloyd stockte das Budget aus eigener Tasche auf, um Niven verpflichten zu können.
Mit Roger Moore hatte Euan Lloyd bereits zuvor in Die Wildgänse kommen (1978) erfolgreich zusammengearbeitet. Und so verpflichtete Lloyd nicht nur Moore, sondern auch zahlreiche weitere Beteiligte aus dem Film Die Wildgänse kommen. So übernahm Andrew V. McLaglen wieder die Regie, Reginald Rose schrieb erneut das Drehbuch, Roy Budd komponierte die Musik und John Glen zeichnete für den Schnitt verantwortlich. Auch einige Schauspieler (Patrick Allen, Kenneth Griffith, Jack Watson) traten wieder auf.

### Titel
Für den auf James Leasors Roman mit dem englischen Titel Boarding Party basierenden Film änderte man den Titel in The Sea Wolves, ein ähnlicher Titel wie The Wild Geese, dem englischen Originaltitel von Die Wildgänse kommen. Beim deutschsprachigen Verleihtitel ging man ähnlich vor und vertrieb den Film hierzulande unter dem Titel Die Seewölfe kommen. Inhaltlich weisen beide Filme aber keine Parallelen auf.

## Kritiken
„Ein den Krieg aus der Abenteuerperspektive schildernder Starfilm, nach authentischen Ereignissen konventionell und relativ spannungsarm inszeniert.“

Cinema nannte das „Kriegsabenteuer mit Star-Besetzung“ einen „scharfen Senioren-Spaß nach einer wahren Begebenheit“, in dem „alte Haudegen“ einen „bombigen Auftritt“ hinlegen.

## Soundtrack
Der Soundtrack wurde auf LP und 1999 nochmals von Castle Music auf CD veröffentlicht. Auf dieser war zusätzlich eine moderne discoartige Version des Warschauer Konzerts angefügt, die einer anderen Produktion entstammt.
Originalauflage
1. The Precious Moments gesungen von Matt Monro
2. Overture/Warsaw Concerto
3. Enemy Beneath
4. GHQ/In Goa
5. Love at first Sight (Warsaw Concerto)
6. The Pursuit
7. The Romance (Warsaw Concerto)
8. On The Way
9. In Love (Warsaw Concerto)
10. The Phoebe
11. Melody for Lovers (Warsaw Concerto)
12. The Truth/Warsaw Concerto
13. Boarding Party
14. The Betrayal
15. Warsaw Concerto
16. Warsaw Concerto (Bonus)

## Synchronisation
Die Synchronisation entstand bei Cinephon Filmproduktions GmbH in Berlin. Das Dialogbuch schrieb Christine Lembach, die Dialogregie führte Peter Baumgartner.
| Rolle                 | Darsteller        | Synchronsprecher       |
| --------------------- | ----------------- | ---------------------- |
| Colonel Lewis Pugh    | Gregory Peck      | Jochen Schröder        |
| Captain Gavin Stewart | Roger Moore       | Niels Clausnitzer      |
| Colonel W.H. Grice    | David Niven       | Friedrich Schoenfelder |
| Mrs. Cromwell         | Barbara Kellerman | Rita Engelmann         |
| Jack Cartwright       | Trevor Howard     | Arnold Marquis         |
| Major 'Yogi' Crossley | Patrick Macnee    | Joachim Kerzel         |
| Collin MacKenzie      | Patrick Allen     | Horst Schön            |